# Qualificazioni al Campionato CONCACAF 1971
Sono elencate di seguito le date e i risultati per le qualificazioni al Campionato CONCACAF 1971.

## Formula
14 membri CONCACAF: 6 posti disponibili per la fase finale. Trinidad e Tobago (come paese ospitante) e Costa Rica (come campione in carica) sono qualificati direttamente alla fase finale. Rimangono 12 squadre per quattro posti disponibili per la fase finale. Le squadre e i posti disponibili sono suddivisi in due zone di qualificazione: Nord America (1 posto), Centro America (2 posti), Caraibi (2 posti).
- Zona Nord America: 2 squadre, giocano partite di andata e ritorno, la vincente si qualifica alla fase finale.
- Zona Centro America: due turni di qualificazione.

Primo turno - 4 squadre, giocano partite di andata e ritorno, le vincenti accedono al secondo turno.
Secondo turno - 2 squadre, giocano partite di andata e ritorno, la vincente si qualifica alla fase finale.
- Zona Caraibi: due turni di qualificazione.

Primo turno - 6 squadre, giocano partite di sola andata, le vincenti accedono al secondo turno
Secondo turno - 3 squadre, giocano partite di sola andata, le prime due classificate si qualificano alla fase finale.

## Zona Nord America
| Arbitro: | De Salvatore |

|  |           |                       |
|  | Marcatori | 44’ Borja 49’ Jiménez |

| Arbitro: | Canessa |

|                                       |           |  |
| Borja 8’ Velarde 40’, 62’ Salgado 77’ | Marcatori |  |

Messico si qualifica alla fase finale.

## Zona Centro America

### Primo turno
| Arbitro: | Sibaja |

|                         |           |                            |
| Barrera 31’, 65’ (rig.) | Marcatori | 26’, 53’ Bucaro 35’ Coreas |

| Arbitro: | Galindo |

|                    |           |  |
| Ramírez Zapata 67’ | Marcatori |  |

El Salvador accede al secondo turno.
| Arbitro: | López |

|               |           |  |
| Hernández 57’ | Marcatori |  |

| Arbitro: | Galindo |

|              |           |            |
| González 45’ | Marcatori | 88’ Urquía |

Honduras accede al secondo turno.

### Secondo turno
|  | Honduras | – | El Salvador |  |

|  | El Salvador | – | Honduras |  |

El Salvador si ritira a causa della Guerra del calcio, Honduras si qualifica alla fase finale.

## Zona Caraibi

### Primo turno
| Paramaribo 15 settembre 1971 | Guyana olandese | 4 – 1 | Guyana |  |

| Georgetown 21 settembre 1971 | Guyana | 2 – 3 | Guyana olandese |  |

Guyana olandese si qualifica al secondo turno.
|  | Haiti | – | Antille Olandesi |  |

|  | Antille Olandesi | – | Haiti |  |

Antille Olandesi si ritira, Haiti si qualifica al secondo turno.
| Kingston 1 ottobre 1971                     | Giamaica  | 0 – 1     | Cuba | National Stadium |
| \| \| \| \| \| \| Marcatori \| 51’ Masso \| |           |           |      |                  |
|                                             |           |           |      |                  |
|                                             | Marcatori | 51’ Masso |      |                  |

| L'Avana 3 ottobre 1971 | Cuba    | 0 – 0 | Giamaica | Estadio Campo Armada\| Arbitro: \| Narváez \| |
| Arbitro:               | Narváez |       |          |                                               |

Cuba si qualifica al secondo turno.

### Secondo turno
Cuba e Guyana olandese si rifiutano di incontrare Haiti nel triangolare finale. La CONCACAF decide di qualificare Haiti e Cuba.